# Electronic Gaming Monthly
Electronic Gaming Monthly (afgekort tot EGM) is een Amerikaans tijdschrift over computerspellen. Het blad schrijft over computerspellen, evenementen, interviews en productrecensies.

## Geschiedenis
EGM werd door hoofdredacteur Steve Harris in maart 1989 opgericht. In 1996 werd uitgever Sendai overgenomen door Ziff Davis. Begin 2009, kort voor het twintigjarige jubileum, kwam het moederbedrijf in financiële problemen. Als gevolg vonden er herstructureringen plaats en Harris kreeg de naamrechten terug van Ziff Davis.
Sinds april 2010 wordt het tijdschrift onder zijn leiding gepubliceerd via uitgeverij EGM Media. Met de heropleving van het tijdschrift werd de frequentie veranderd in tweemaandelijkse publicatie en verschenen er ook artikelen over pc-spellen en mobiele spellen.

### Spin-off
In juli 1994 verscheen EGM2, een zusterblad, gespecialiseerd in cheatcodes, oplossingen en importspellen. In totaal verschenen 49 edities voordat het tijdschrift in augustus 1998 werd hernoemd naar Expert Gamer.